# Peristerá
Peristerá är en ort i Grekland.   Den ligger i prefekturen Nomós Thessaloníkis och regionen Mellersta Makedonien, i den nordöstra delen av landet, 290 km norr om huvudstaden Aten. Peristerá ligger 577 meter över havet och antalet invånare är 1 137.
Terrängen runt Peristerá är kuperad. Runt Peristerá är det glesbefolkat, med 16 invånare per kvadratkilometer. Närmaste större samhälle är Kalamaria, 18,5 km väster om Peristerá. == Kommentarer ==
1. ↑  Framräknat ur variansen i alla höjduppgifter (DEM 3") från Viewfinder Panoramas, inom 10 km radie.[2] Mer om algoritmen finns här: Användare:Lsjbot/Algoritmer.